# 91e division d'infanterie territoriale
La 91e Division d’Infanterie Territoriale est le nom d'une unité de l’armée française.

## Les chefs de la91eDivision d'Infanterie Territoriale
- 02/08/1914:  Général Lacroisade
- 05/01/1915 - 15/06/1915:  Général Radiguet

## LaPremière Guerre mondiale

### Composition au cours de laguerre
Mobilisée dans la 17e Région.
- 129e Régiment d'Infanterie Territoriale d'août 1914 à juin 1915
- 130e Régiment d'Infanterie Territoriale d'août 1914 à juin 1915
- 131e Régiment d'Infanterie Territoriale d'août 1914 à juin 1915
- 132e Régiment d'Infanterie Territoriale d'août 1914 à juin 1915
- 134e Régiment d'Infanterie Territoriale d'août 1914 à juin 1915
- 135e Régiment d'Infanterie Territoriale d'août 1914 à juin 1915

### 1914
11 août – 26 septembre
Transport par V.F. dans la région de Draguignan: instruction.
À partir du 19 septembre, transport par V.F. à Tours, et séjour au camp du Ruchard.
26 septembre – 15 octobre
Transport par V.F. dans la région de Tremblay-lès-Gonesse.
À partir du 30 septembre, mouvement par étapes, par Survilliers et Creil, vers Clermont: travaux vers Clermont et Beauvais.
15 octobre – 21 décembre
Transport par V.F. vers Mourmelon-le-Grand: repos.
À partir du 21 décembre, éléments en secteur vers la ferme des Wacques (1)
21 décembre 1914 – 15 juin 1915
Occupation d’un secteur vers Auberive-sur-Suippe et la ferme de Moscou (sous les ordres de la  24e D.I. du 28 décembre 1914 au 25 mars 1915).

### 1915
15 juin
Retrait du front et dissolution.